# Rosa 'Charles Austin'
'Charles Austin' ('AUSles' es el nombre del obtentor registrado), es un cultivar de rosa que fue conseguido en Reino Unido en 1973 por el rosalista británico David Austin.

## Descripción
'Charles Austin' es una rosa moderna cultivar del grupo « English Rose Collection ».
El cultivar procede del cruce de 'Chaucer' x 'Aloha' (híbrido de té, Boerner 1949).
Las formas arbustivas del cultivar tienen porte erguido arqueado que alcanza más de 150 a 305 cm de alto con 120 a 185 cm de ancho. Las hojas son de color verde oscuro mate de tamaño medio, follaje coriáceo.
Sus delicadas flores de color albaricoque con los pétalos más exteriores más leve. Fragancia frutal fuerte. Flor con 70 pétalos. El diámetro medio de 4". Tamaño de flor mediano a grande, en pequeños grupos, en forma de copa, en cuartos, rosetón.
Florece de una forma prolífica, floración en oleadas durante la temporada.

## Origen
El cultivar fue desarrollado en Reino Unido por el prolífico rosalista británico David Austin en 1973. 'Charles Austin' es una  rosa híbrida con ascendentes parentales de cruce de 'Chaucer' x 'Aloha' (híbrido de té, Boerner 1949).
El obtentor fue registrado bajo el nombre cultivar de 'AUSles' por David Austin en 1973 y se le dio el nombre comercial de exhibición 'Charles Austin'™.
También se le reconoce por los sinónimos de 'AUSles', 'Charming Apricot' y 'AUSfather'.
- La rosa fue conseguida antes de 1973 e introducida en el Reino Unido por David Austin Roses Limited (UK) en 1973 como 'Charles Austin'.[1]

El nombre se le dio en honor del padre del rosalista.

## Cultivo
Aunque las plantas están generalmente libres de enfermedades, es posible que sufran de punto negro en climas más húmedos o en situaciones donde la circulación de aire es limitada. Susceptible al mildiu.
Se desarrollan mejor a pleno sol. En América del Norte son capaces de ser cultivadas en USDA Hardiness Zones 5b a 10b. La resistencia y la popularidad de la variedad han visto generalizado su uso en cultivos en todo el mundo.
Puede ser utilizado para las flores cortadas, jardín o ser guiada como rosal trepador. Vigorosa se puede utilizar para injertos de otros rosales. En la poda de Primavera es conveniente retirar las cañas viejas y madera muerta o enferma y recortar cañas que se cruzan. En climas más cálidos, recortar las cañas que quedan en alrededor de un tercio. En las zonas más frías, probablemente hay que podar un poco más que eso. Requiere protección contra la congelación de las heladas invernales.

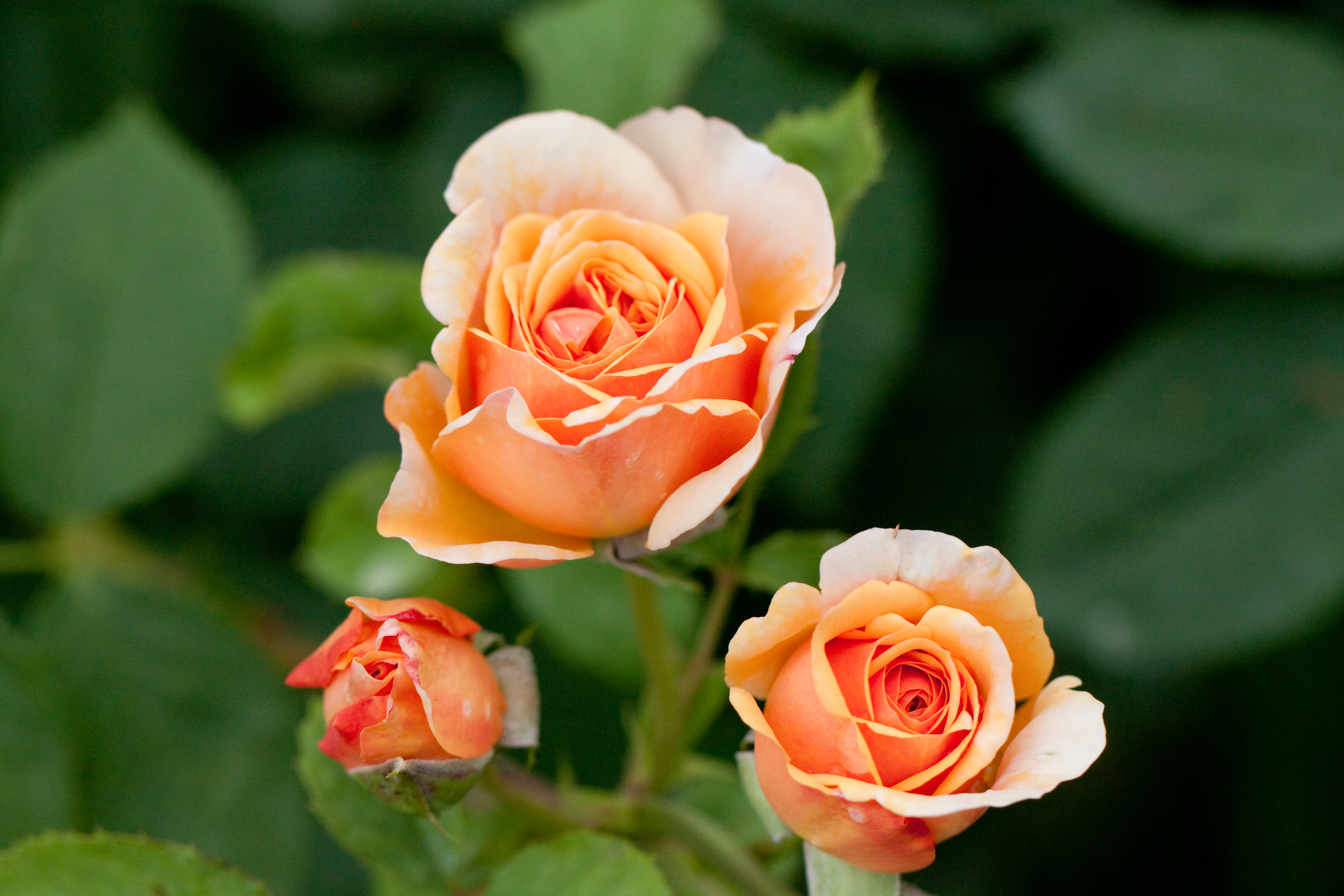
Rosa 'Charles Austin'.
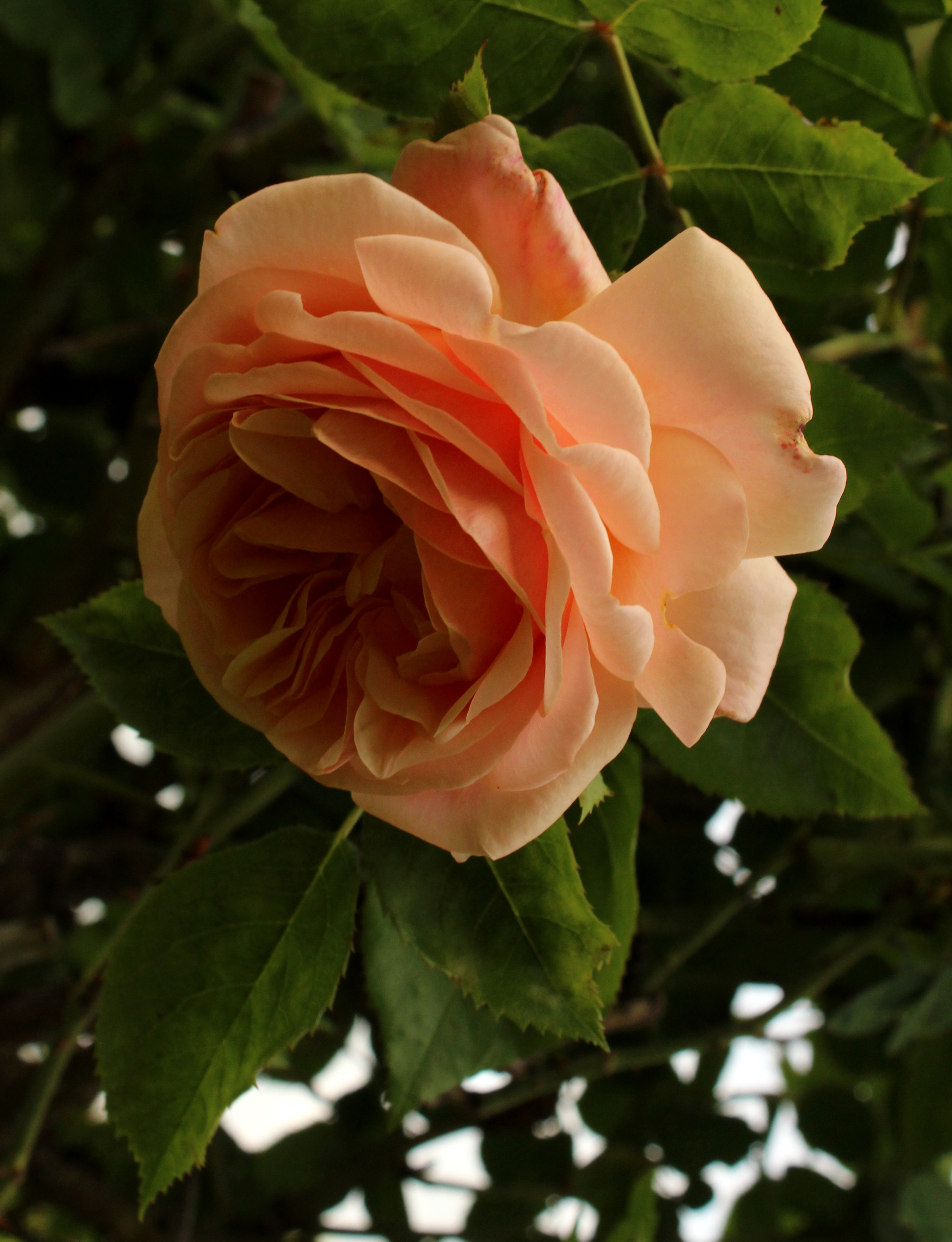
Rosa 'Charles Austin' en el Volksgarten de Viena.
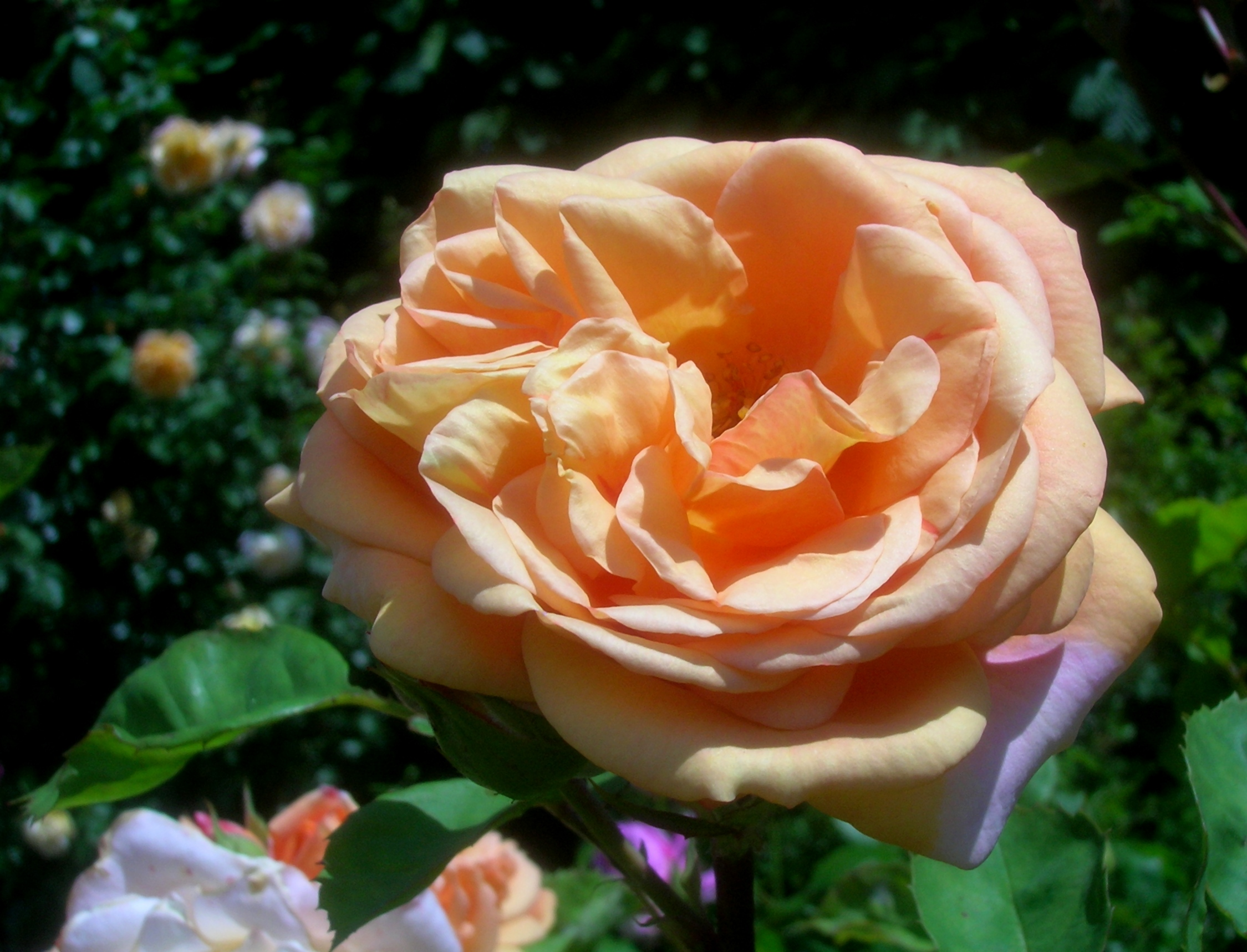
Rosa 'Charles Austin'
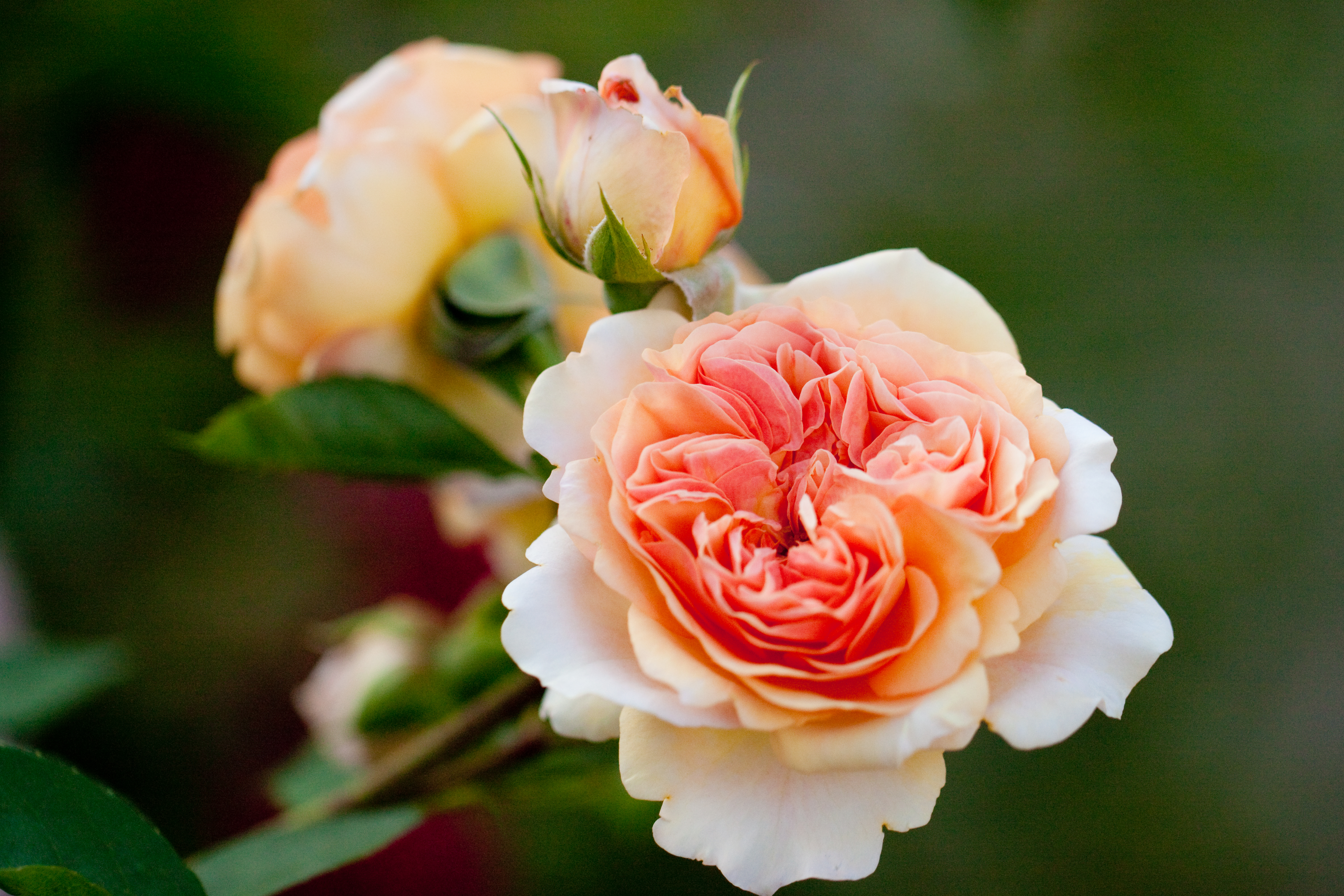
Rosa 'Charles Austin'

Desde el año 1981 se ha conseguido un desporte amarillo, 'Yellow Charles Austin', syn. 'AUSyel', que se encuentra en el mercado como una especie cultivar diferenciada.

## Obtentoresyvariedadesderivadas
Debido a las características deseables de la rosa 'Charles Austin', se ha utilizado como ascendente parental en cruces con otras variedades para la obtención de obtentores de nuevas rosas, así:

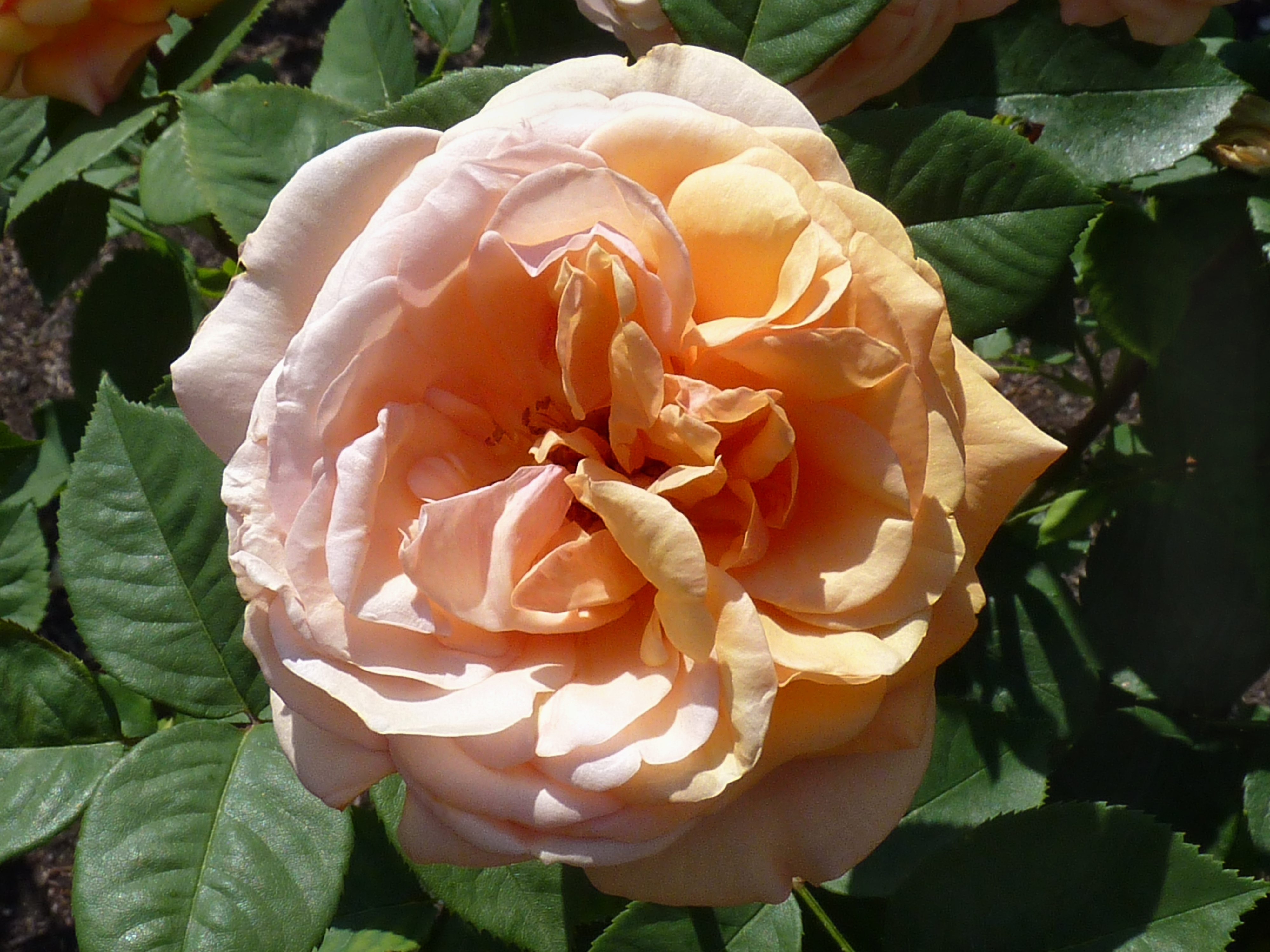
'Leander', Austin 1982/ obtenida por el cruce de 'Charles Austin' x planta de semillero.
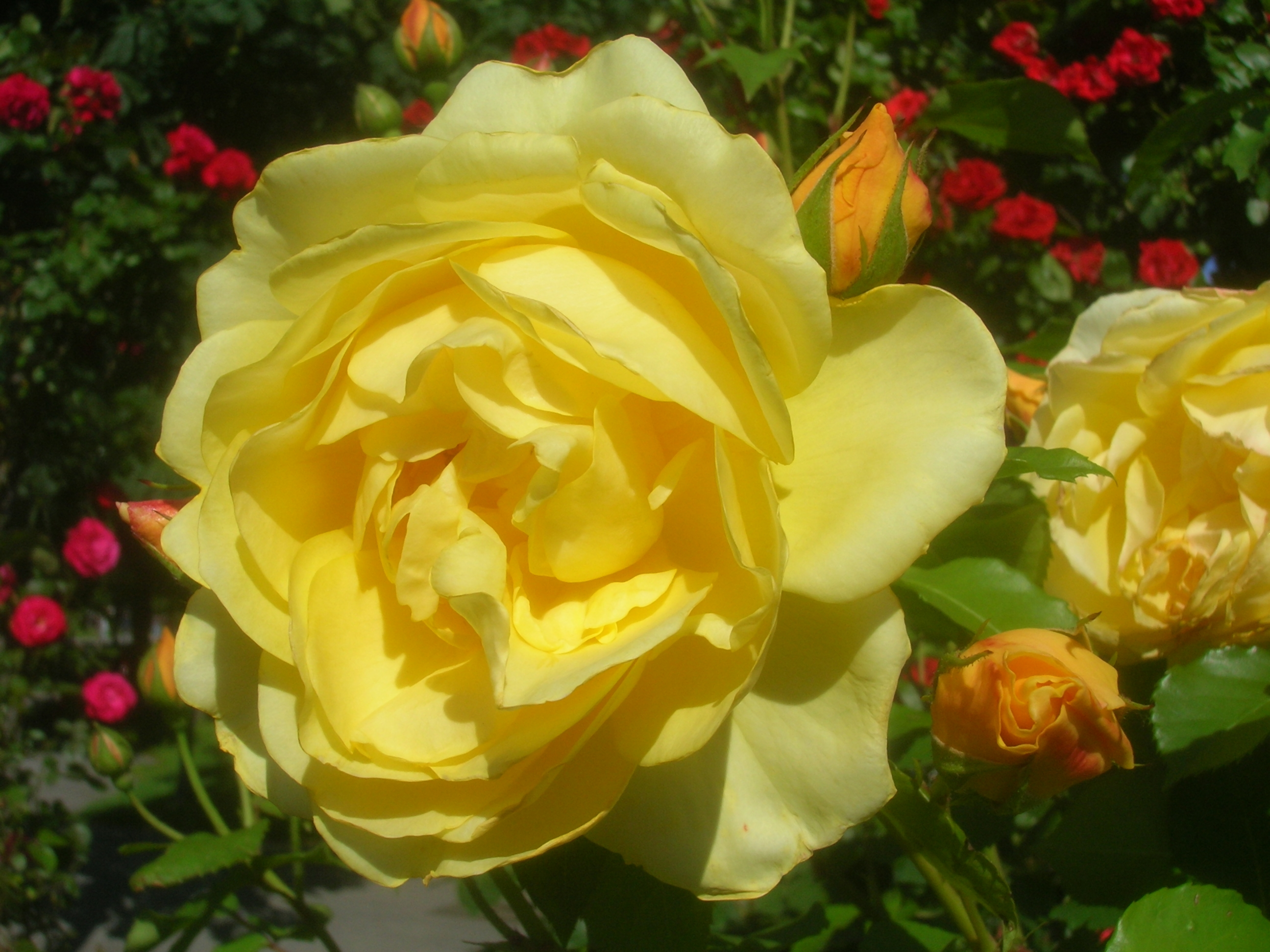
'Graham Thomas', Austin 1983/ obtenida por el cruce de 'Charles Austin' x 'Schneewittchen'.
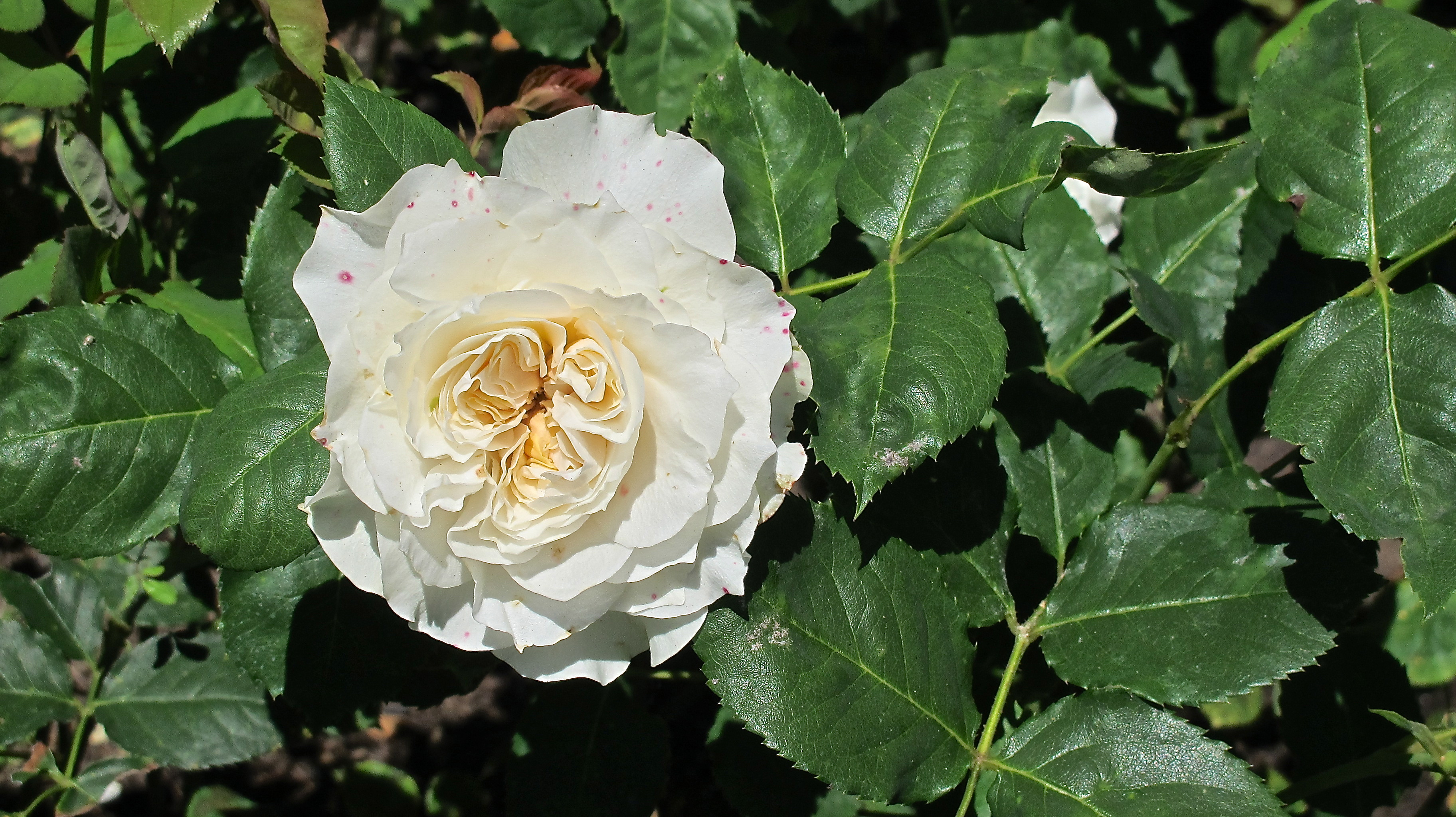
'Swan', Austin 1987/ obtenida por el cruce de 'Charles Austin' x ( planta de semillero x 'Schneewittchen'.
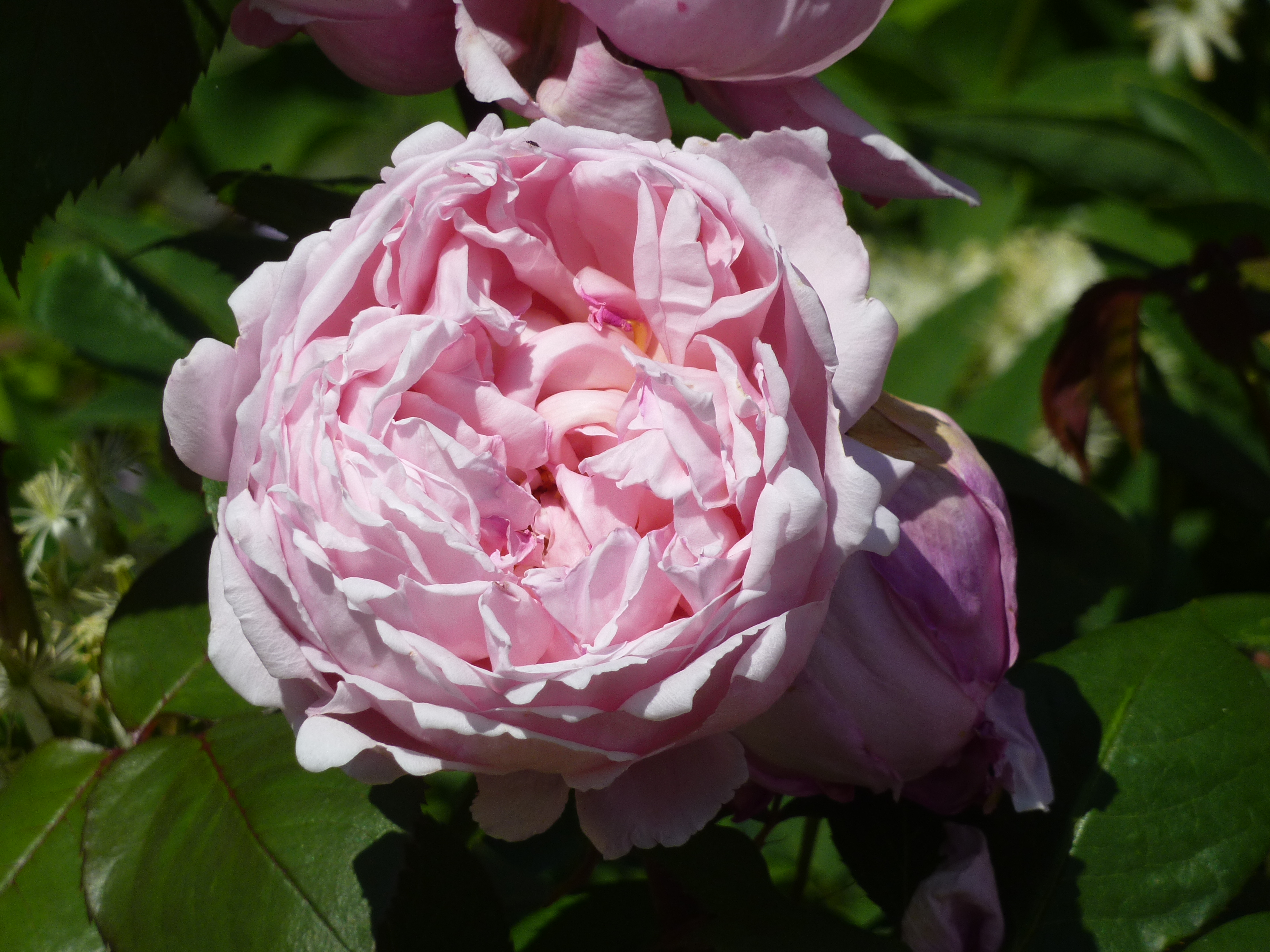
'Brother Cadfael', Austin 1990/ obtenida por el cruce de 'Charles Austin' x planta de semillero.
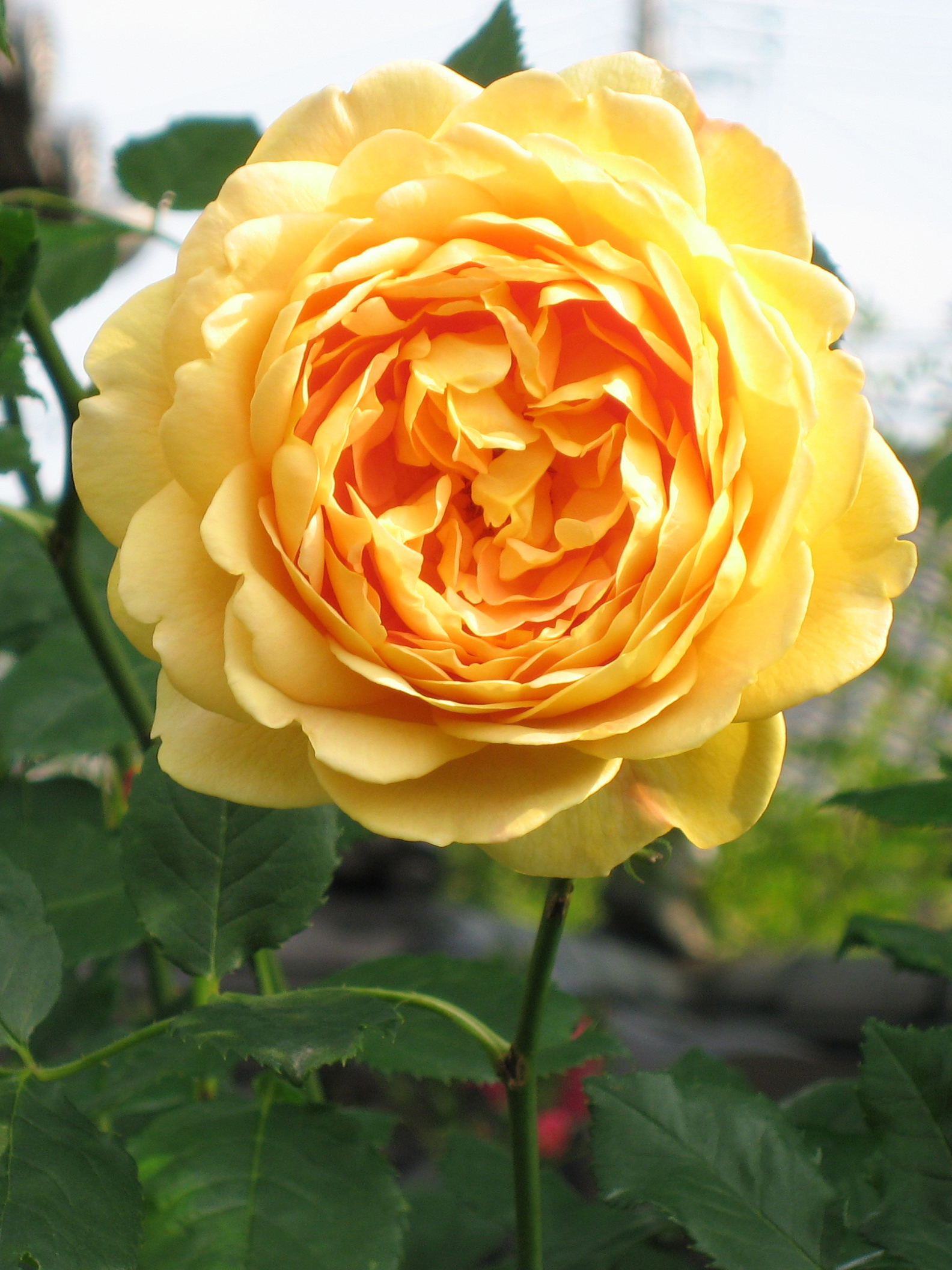
'Golden Celebration', Austin 1992/ obtenida por el cruce de 'Charles Austin' x 'Abraham Darby'.
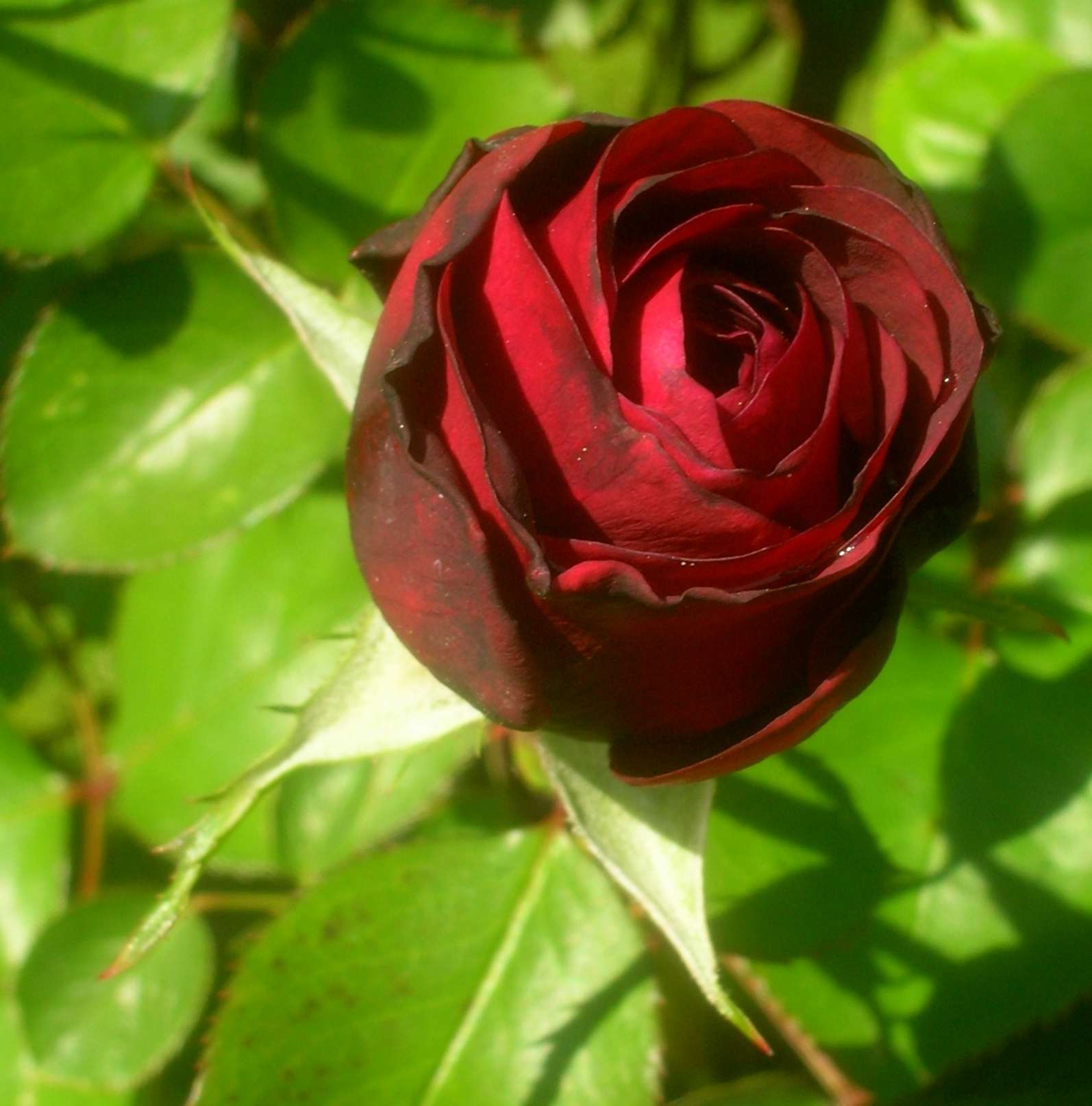
'Tradescant', Austin 1993/ obtenida por el cruce de Semillas: 'Prospero' y Polen: 'Charles Austin' x 'Gloire de Ducher'.
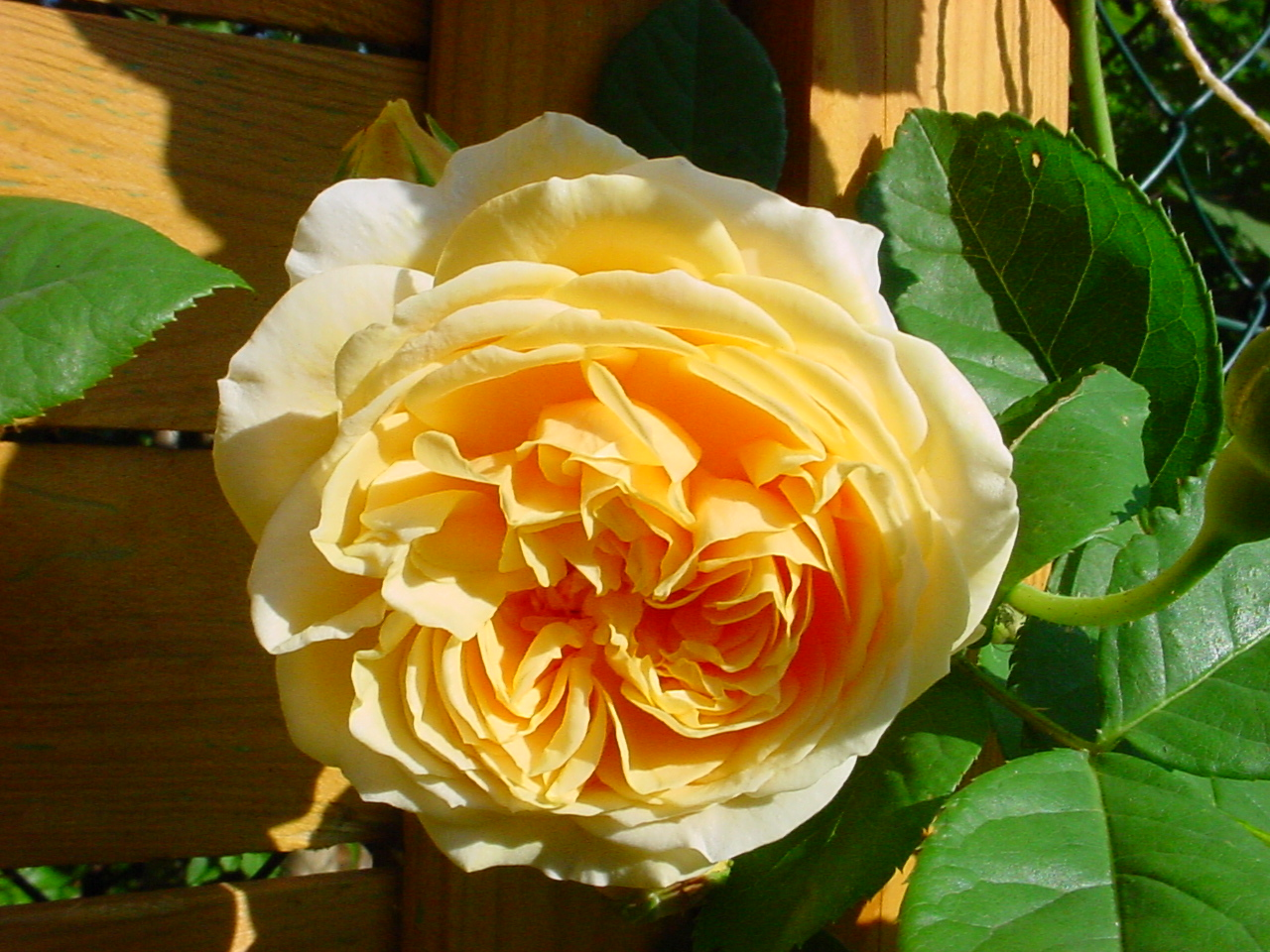
'Teasing Georgia', Austin 1998/ obtenida por el cruce de 'Charles Austin' x "no revelado".
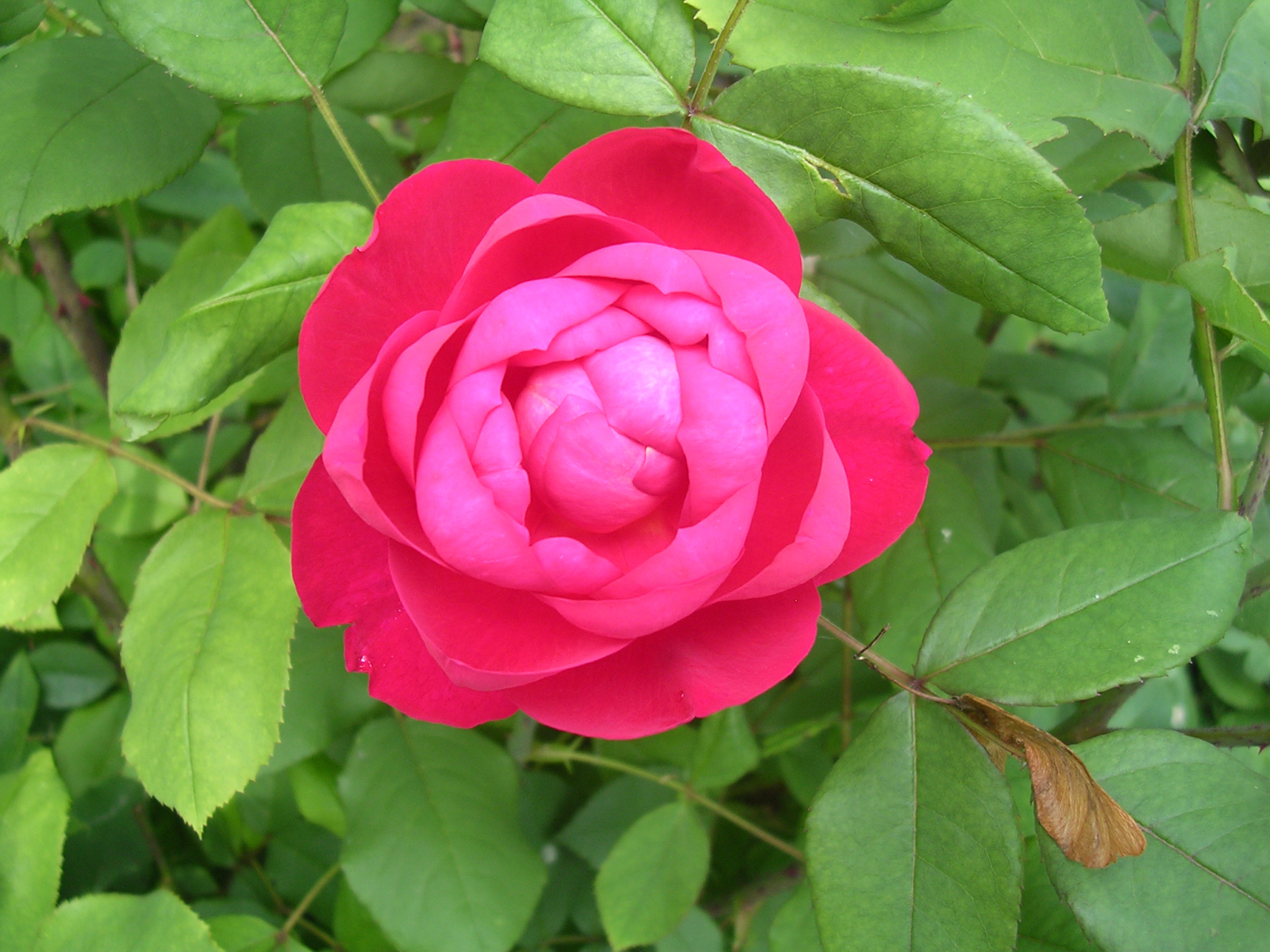
'Benjamin Britten', Austin 2001/ obtenida por el cruce de 'Charles Austin' x planta de semillero.